# 세실리아 멘데스
세실리아 이네스 멘데스(Cecilia Ines Mendez, 1986년 4월 21일 ~ )는 아르헨티나의 모델이다. 미소년 같은 얼굴과 호리호리한 체격, 큰 키로 알려져 있다.

## 신체 사항
- 키 : 180cm
- 체중 : 52kg

## 생애
세실리아 멘데스는 부에노스아이레스의 한 도로를 걷고 있다가 길거리 캐스팅이 되어 모델 일을 시작했다.

## 혈통
세실리아 멘데스는 스페인계 1/2, 이탈리아계 1/4, 독일계 1/4의 혼혈이다.